# 掩耳盜鈴謬誤
掩耳盜鈴謬誤，又稱無敵無知謬誤（invincible ignorance fallacy），是指某人完全無視對他的觀點的反對證據，而斷言沒有證據能反對他的觀點。

## 例子
例一

- 甲：Ehrlich在1975年的研究指出，平均而言，每執行一件死刑，能減少18件謀殺案；此外二十四篇研究死刑嚇阻效果的研究中，有十七篇支持死刑有嚇阻效果的說法。雖然這還不是學界共識，但這表示，一般民眾所說的「死刑對維護治安是必要的」這點可能是對的。
- 乙：死刑無助治安，沒有證據顯示死刑可能有助治安，因此根據比例原則，死刑應該廢除。

說明：甲提出了支持死刑嚇阻力的研究，但乙依舊聲稱「死刑無助治安」而非以合理的方式反駁甲的論據，這犯了掩耳盜鈴謬誤。